# Maser
MASER reprezintă acronimul denumirii din limba engleză Microwave Amplification by Stimulated Emission of Radiation („Amplificare de microunde prin emisie stimulată a radiației”). Maserul reprezintă de fapt un tip de laser ce funcționează în domeniul spectral al microundelor.
Primul tip de MASER a fost construit în 1953 de fizicienii C. H. Townes, J. P. Gordon și N. G. Zeiger, în mediu gazos de amoniac, funcționând pe frecvența de 23.870 MHz (lungimea de undă λ=12,56mm.)